# Kelurahan Muararupit
Kelurahan Muararupit är ett distrikt i Indonesien.   Det ligger i provinsen Sumatera Selatan, i den västra delen av landet, 600 km nordväst om huvudstaden Jakarta.